# Ludność Lubina

Herb Lubina

Ludność Lubina
- 1885 - 5 875[1] (włącznie z wojskiem)
- 1890 - 6 131[2]
- 1933 - 9 637[2]
- 1939 - 10 809
- 1946 - 1 769   (spis powszechny)
- 1950 - 2 743   (spis powszechny)
- 1955 - 4 158
- 1960 - 5 471   (spis powszechny)
- 1963 - 8 200
- 1964 - 10 700
- 1965 - 13 807
- 1966 - 15 800
- 1967 - 20 800
- 1968 - 22 400
- 1969 - 25 900
- 1970 - 28 900   (spis powszechny)
- 1971 - 31 900
- 1972 - 35 400
- 1973 - 41 600
- 1974 - 44 946
- 1975 - 47 724
- 1976 - 51 000
- 1977 - 56 300
- 1978 - 57 900   (spis powszechny)
- 1979 - 63 000
- 1980 - 67 119
- 1981 - 68 002
- 1982 - 70 149
- 1983 - 70 476
- 1984 - 72 484
- 1985 - 73 942
- 1986 - 75 548
- 1987 - 77 601
- 1988 - 78 865   (spis powszechny)
- 1989 - 80 851
- 1990 - 82 300
- 1991 - 83 005
- 1992 - 82 794
- 1993 - 83 352
- 1994 - 83 447
- 1995 - 83 399
- 1996 - 83 490
- 1997 - 83 198
- 1998 - 82 874
- 1999 - 82 711
- 2000 - 82 368
- 2001 - 82 192
- 2002 - 78 367   (spis powszechny)
- 2003 - 77 973
- 2004 - 77 509
- 2005 - 76 953
- 2006 - 76 306
- 2007 - 75 681
- 2008 - 75 225
- 2009 - 74 796
- 2010 - 74 045
- 2011 - 75 357   (spis powszechny)
- 2012 (30 czerwca) - 74 886
- 2013 (30 czerwca) - 74 328[3]
- 2014 (31 stycznia) - 73 083
- 2015 (1 stycznia) - 73 658
- 2016 (31 grudnia) - 73 154
- 2017 - 72 892

## Powierzchnia Lubina
- 1995 - 40,68 km²
- 2006 - 40,77 km²